# Субетто, Александр Иванович
Алекса́ндр Ива́нович Субе́тто (род. 28 января 1937, Пушкин, Ленинградская область, СССР) — советский инженер и экономист; российский философ, специалист по социальной философии, философии науки и философии техники, создатель концепции системогенетической философии науки и техники. Кандидат технических наук (1973), доктор экономических наук (1990), доктор философских наук (1995), профессор. Почётный профессор Новгородского государственного университета имени Ярослава Мудрого (2016). Заслуженный деятель науки РФ. Полковник запаса.

## Биография

### Ранние годы
Родился 28 января 1937 года в г. Пушкин, Ленинградской области.
До 1941 года жил в г. Павловске (деревня Тярлево) Ленинградской области. В 1941—1944 годы жил в селении Ишаки Чувашской АССР, в 1944—1952 годы — в Новгород-Северском Черниговской области, в 1952—1954 годы в Полтаве.
В 1954 году окончил 4-ю Мужскую среднюю школу Полтавы.

### Военная служба
В 1959 году окончил Ленинградскую Краснознамённую Военно-воздушную инженерную академию имени А. Ф. Можайского.
В 1959—1992 годы проходил службу в Вооружённых Силах СССР на инженерных и научно-исследовательских должностях.
В 1959—1969 годы строил объекты космодрома «Плесецк».
В 1972 году закончил адъюнктуру при Военной инженерной Краснознамённой академии имени А. Ф. Можайского.
В 1972—1992 годы преподавал в Военной инженерной Краснознамённой академии имени А. Ф. Можайского.
В 1973—1980 годы — старший научный сотрудник Научно-исследовательской лаборатории по системам контроля качества объектов Министерства обороны.
В 1980—1992 годы — начальник отделения по управлению качеством и квалиметрии Научно-исследовательской лаборатории по системам контроля качества объектов Министерства обороны.
В 1985—1991 годы — член Координационного научно-технического совета Министерства обороны по стандартизации и унификации вооружений и военной техники.
В 1988—1991 годы — эксперт Госстроя СССР по оценке качества проектов промышленных предприятий.
В 1989—1992 годы — член научно-технического совета Госстандарта СССР.

### Научная и преподавательская деятельность
В 1973 году защитил диссертацию на соискание учёной степени кандидата технических наук по теме управления качеством объектов Министерства обороны СССР по специальности «Фортификация и военно-строительные комплексы».
В 1973—1990 годы — постоянный член Проблемной комиссии по экономике капиталовложений АН СССР.
В 1985—1990 годы — председатель Ленинградской общественной Комиссии по квалиметрии работ, труда, проектов и НИОКР при Ленинградском Доме научно-технической пропаганды.
В 1988—1992 годы — председатель секции «Человековедение» в Доме учёных (в Лесном) в Ленинграде.
С 1989 года и по настоящее время — научный сотрудник Исследовательского центра проблем качества подготовки специалистов при Московском институте сталей и сплавов (техническом университете).
В 1990 году защитил диссертацию на соискание учёной степени доктора экономических наук по теме научно-методологические основы решения проблемы качества сложных объектов (по двум специальностям «Управление качеством и стандартизация продукции» и «Управление в социальных и экономических системах»).
С 1991 года и по настоящее время — проректор Крестьянского государственного университета имени Кирилла и Мефодия.
В 1995 году в Нижегородской государственной архитектурно-строительной академии защитил диссертацию на соискание учёной степени доктора философских наук по теме «Общественный интеллект: социогенетические механизмы развития и выживания: (философско-методологические основания и начала теории общественного интеллекта)».
В 1999—2006 годы — директор Центра мониторинга качества научных исследований Костромского государственного университета имени Н. А. Некрасова.
С 2004 года по настоящее время — проректор по качеству образования Смольного университета РАО (Санкт-Петербург).
С 2006 года по настоящее время — старший научный сотрудник Центра мониторинга качества образования Костромского государственного университета имени Н. А. Некрасова.
Профессор кафедры философии и социологии Санкт-Петербургского государственного морского технического университета.
Профессор кафедры управления качеством образования Исследовательского центра по проблемам качества подготовки специалистов.
Профессор кафедры истории религий и теологии факультета истории и социальных наук Российского государственного педагогического университета имени А. И. Герцена.
Подготовил 11 докторов наук и 12 кандидатов наук.
Автор более 1100 научных и публицистических работ, в том числе 65 научных монографий, 4-х экспериментальных учебных авторских программ, 110 книг и брошюр, соавтор энциклопедического словаря «Техническое творчество».
Президент Санкт-Петербургской общественной научно-исследовательской организации «Ноосферная общественная академия наук», член Президиума (с 1992 по настоящее время) и вице-президент (с 1995 по 2006) Петровской академии наук и искусств, вице-президент (с 1994 по настоящее время) Санкт-Петербургского отделения Академии проблем качества, член совета Правления (с 1992) Международного Фонда Н. Д. Кондратьева, президент Ассоциации «Циклы и управления».
Сын Дмитрий (род. 1960) — географ, профессор РГПУ им. А. И. Герцена и БФУ им. И. Канта.

## Научные исследования
А. И. Субетто разрабатывается учение об общественном интеллекте, а также методологические основания социальной генетики на базе системо-генетики, теория циклов теории общественного интеллекта, теория фундаментальных противоречий человека, вопросы гуманизации российского общества. Им предложена идея о существовании всемирно-исторического закона роста идеальной детерминации в истории посредством общественного интеллекта, обосновывается существование диалектики взаимодействия материальной (стихийной) и идеальной через общественный интеллект детерминаций в истории человечества, а также внутренняя логика общественного развития и большая логика социоприродной эволюции.
А. И. Субетто считает, что конец XX века ознаменовал собой наступление кризиса классической стихийной истории. Отсюда назревшая проблема устойчивого развития человечества в XXI веке имеет решение только через управляемую социоприродную эволюцию, которая должна основываться на общественном интеллекте и образовательном обществе. Он определяет новое качество бытия человечества как «Тотальную Неклассичность будущего бытия» человечества, которая предполагает соединить «нравственность» и «интеллект».
А. И. Субетто поставлен вопрос о преодолении дуализма «сущего» и «должного». Он предложил теоретическую схему космогонической эволюции, где обращается самое пристальное внимание наличию перехода от закона конкуренции и механизма отбора к закону кооперации и эволюционному механизму интеллекта как опережающей обратной связи в эволюции. А также выдвинул положение об преобладании гуманизации общества в XXI веке.
А. И. Субетто выделил «спиральную фрактальность системного времени», согласно которой предшествующая эволюционная спираль развития, приведшая к появлению данной системы, повторяется в спирали её системогенеза с «обратным развёртыванием» и отображается в структуре системы. На основе этой концепции им предложена новая теоретическая схема объяснения таких феноменов, как «бессознательное», «архаика», «трансперсональная психология».
Анализируя действия законов креативной онтологии по отношению к общественному интеллекту А. И. Субетто показал генезис его волнообразной, циклической динамики, а также источники его бюрократизации.
В настоящее время А. И. Субетто занимается вопросами философии образования и философскими основами концепции образовательного общества в XXI веке.

## Награды
- Заслуженный деятель науки РФ (2008)[2][3][10]
- Премия и серебряная медаль имени Н. Д. Кондратьева Международного фонда Н. Д. Кондратьева и РАЕН (1995) (за цикл научных работ по системогенетике, социогенетике, теории общественного интеллекта и теории циклов)[2][3]
- Серебряная медаль имени академика П. Л. Капицы РАЕН[2][3]
- Диплом и медаль имени летчика-космонавта СССР Ю. А. Гагарина Федерации космонавтики России за заслуги перед отечественной космонавтикой (2007)[2][3]
- Медаль имени М. В. Ломоносова Международной академии наук по экологии и безопасности жизнедеятельности (2007)[2][3]
- Юбилейная медаль В. И. Вернадского Международного Фонда истории науки[2][3]
- Серебряная медаль имени академика И. Ф. Образцова «За вклад в российское просветительство» Общества «Знание» (2008)[2][3]
- Почётный профессор Новгородского государственного университета имени Ярослава Мудрого (2016)

## Научные труды

### Диссертации
- Субетто А. И. Общественный интеллект: социогенетические механизмы развития и выживания : (Философско-методол. основания и начала теории обществен. интеллекта) : автореферат дис. … доктора философских наук : 09.00.11. — Нижний Новгород: Нижегород. архитектурно-строит. академия, 1995. — 54 с.

### Монографии
- Субетто А. И. Функция оценки качества и её организация в системах управления качеством проектирования в проектных организациях. — Л. : ЛДНТП, 1980. — 31 с. (Сер. «Совершенствование комплекс. систем управления качеством продукции (КСУКП), стандартизация, метрология, надежность, техн. эстетика, прогнозирование» / Ленингр. дом науч.-техн. пропаганды).
- Субетто А. И. Методы оценки качества проектов и работ Л., 1982, 128 с.
- Субетто А. И. Социализм и рынок: дилемма или синтез М.: Исслед. центр, 1990, 48 с.
- Субетто А. И., Адрианов Ю. М. Методы динамической оценки технического уровня техники и технологии. Л. : ЛДНТП, 1990. — 27 с. (Сер. «Управление качеством продукции, стандартизация, метрология, надежность, техн. эстетика». Ленингр. Дом науч.-техн. пропаганды). ISBN 5-7320-0221-9
- Субетто А. И., Адрианов Ю. М. Квалиметрия в приборостроении и машиностроении. Л. : Машиностроение : Ленингр. отд-ние, 1990. — 223 с. ISBN 5-217-00944-6
- Субетто А. И., Архипов В. Л. Методические основы управления качеством строительной продукции в условиях госприемки в Ленинграде. Л. : ЛДНТП, 1990. — 34 с. (Сер. «Прогрессив. строит. материалы и конструкции». Ленингр. Дом науч.-техн. пропаганды). ISBN 5-7320-0306-1
- Субетто А. И. Введение в квалиметрию высшей школы : [В 4 кн.] Кн. 1: Общие основания квалиметрии высшей школы/ А. И. Субетто ; Исслед. центр Гособразования СССР по пробл. управления качеством подгот. специалистов. — М. : Исслед. центр Гособразования СССР, 1991. — 96 с. ISBN 5-85816-007-7
- Субетто А. И. Введение в квалиметрию высшей школы : [В 4 кн.] Кн. 2: Концепция квалиметрии. Система категорий и понятий/ А. И. Субетто ; Исслед. центр Гособразования СССР по пробл. управления качеством подгот. специалистов. — М. : Исслед. центр Гособразования СССР, 1991. — 122 с. ISBN 5-85816-007-7
- Субетто А. И. Введение в квалиметрию высшей школы : [В 4 кн.] Кн. 3: Общая квалиметрия и специальные методы квалиметрии/ А. И. Субетто ; Исслед. центр Гособразования СССР по пробл. управления качеством подгот. специалистов. — М. : Исслед. центр Гособразования СССР, 1991. — 171 с. ISBN 5-85816-007-7
- Субетто А. И. Введение в квалиметрию высшей школы : [В 4 кн.] Кн. 4: Квалиметрия высшей школы как предметная квалиметрия/ А. И. Субетто ; Исслед. центр Гособразования СССР по пробл. управления качеством подгот. специалистов. — М. : Исслед. центр Гособразования СССР, 1991. — 163 с. ISBN 5-85816-007-7
- Субетто А. И. Гуманизация российского общества М., ИЦПКПС, 1992, 156 с.
- Субетто А. И. Принцип богоизбранности народа как принцип расизма в «религиозной оболочке» / А. И. Субетто; Петр. акад. наук и искусств. — СПб. : Китеж, 1992 (1997). — 24 с. ISBN 5-86263-013-9
- Субетто А. И. Системогенетика и теория циклов. Ч. 1 М.: Междун. фонд Н. Д. Кондратьева, ИЦПКПС, 1992. 248 с.
- Субетто А. И. Системогенетика и теория циклов. Ч. 2. М.: Междун. фонд Н. Д. Кондратьева, ИЦПКПС, 1992. 260 с.
- Субетто А. И. Социогенетика: системогенетика, общественный интеллект, образовательная генетика и мировое развитие М., Международный фонд Н. Д. Кондратьева, ИЦ ПКПС, 1994. 168 с.
- Субетто А. И. Системологические основы образовательных систем. Ч. 1 и 2. М., 1994
- Субетто А. И. «Метаклассификация» как наука о механизмах и закономерностях классифицирования : Тр. исслед. центра Ч. 1./ А. И. Субетто ; Исслед. центр пробл. качества подгот. специалистов, Крестьян. акад. ун-т. — СПб. ; М. : Исслед. центр пробл. качества подгот. специалистов, 1994. — 254 с.
- Субетто А. И. «Метаклассификация» как наука о механизмах и закономерностях классифицирования : Тр. исслед. центра Ч. 2./ А. И. Субетто ; Исслед. центр пробл. качества подгот. специалистов, Крестьян. акад. ун-т. — СПб. : М. : Исслед. центр пробл. качества подгот. специалистов, 1994. — 80 с.
- Субетто А. И. Проблемы фундаментализации и источников формирования содержания высшего образования: грани государственной политики / А. И. Субетто; Гос. ком. Рос. Федерации по высш. образованию и др. — Кострома : КГПУ ; М. : Исслед. центр проблем качества подгот. специалистов, 1995. — 332 с. ISBN 5-7591-0058-2
- Субетто А. И., Чекмарев В. В. Мониторинг источников формирования содержания высшего образования. — М. ; Кострома: Изд-во Костром. гос. пед. ун-та им. Н. А. Некрасова, 1996. — 242 с. ISBN 5-7591-0074-2 500 экз.
- Субетто А. И. Бессознательное. Архаика. Вера : Избранное : Фрагм. неклассич. человековедения / Субетто Александр Иванович; Петров. акад. наук и искусств, Науч. совет по проблемам образования и др. — СПб. : Исслед. центр проблем качества подгот. специалистов, 1997. — 132 с. ISBN 5-7563-0021-X
- Субетто А. И. Методология стандартизации непрерывного образования: проблемы и пути их разрешения / А. И. Субетто; Исслед. центр проблем качества подгот. специалистов, Петров. акад. наук и искусств. — М. ; СПб. : Исслед. центр проблем качества подгот. специалистов, 1998. — 70 с. ISBN 5-7563-0034-1 400 экз.
- Субетто А. И. Качество образования в России: состояние, тенденции, перспективы : Макет ежегод. докл. : Седьмой симпоз.: Квалиметрия человека и образования: методология и практика. Проблемы измеримости образоват. стандартов и квалиметр. мониторинга образования / А. И. Субетто; Под науч. ред. д-ра техн. наук, проф. Н. А. Селезневой, д-ра филос. наук, д-ра экон. наук А. И. Субетто. — М., 1998. — 67 с. (Нац. система оценки качества образования в России / Науч. и метод. обеспечение; М-во общ. и проф. образования РФ. Исслед. центр пробл. качества подгот. специалистов и др.). ISBN 5-7563-0083-X : 400 экз.
- Субетто А. И. Геополитическая логика взаимодействия русской и мировой культур в контексте философии истории России как евразийской цивилизации: прошлое, настоящее, будущее / А. И. Субетто; Петр. акад. наук и искусств, Исслед. центр проблем качества подготовки специалистов, Краснояр. краевой центр развития образования. — СПб. и др. : Изд-во Краснояр. краевого центра развития образования, 1999. — 25 с. ISBN 5-7563-0098-8
- Субетто А. И. Проблемы методологии циклометрии и анализа социокультурной динамики : Стеногр. выступления на пленар. заседании III Междунар. Кондрат. конф. «Соц.-культур. динамика в период становления постиндустр. о-ва: закономерности, противоречия, перспективы», 19 мая 1998 г., Кострома / А. И. Субетто; Петр. акад. наук и искусств, Исслед. центр проблем качества подготовки специалистов, Краснояр. краевой центр развития образования. — СПб. и др. : Изд-во Краснояр. краевого центра развития образования, 1999. — 13 с. ISBN 5-7563-0099-6
- Субетто А. И., Панасюк В. П. Методика аттестации учреждений начального профессионального образования : (Авт. версия) / А. И. Субетто, В. П. Панасюк; Под науч. ред. Н. А. Селезневой, А. И. Субетто; Восьмой симпоз.: Квалиметрия человека и образования: методология и практика: Теория и практика квалиметр. мониторинга образования в России. — М. : Исслед. центр проблем качества подгот. специалистов, 1999. — 38 с. : ил., табл. (Национальная система оценки качества образования в России : Науч. и метод. обеспечение). ISBN 5-7563-0114-3
- Субетто А. И. Россия и человечество на «Перевале» истории в преддверии третьего тысячелетия : (Избранное) / Субетто Александр Иванович; Петр. акад. наук и искусств, Костром. гос. ун-т, Крестьян. гос. ун-т им. Кирилла и Мефодия. — СПб., 1999. — 827 с. ISBN 5-7886-0035-8
- Субетто А. И. Онтология и феноменология педагогического мастерства : [В 2 кн.] / А. И. Субетто. — Тольятти : Развитие через образование, 1999 ISBN 5-88299-044-0
- Субетто А. И. Технологии сбора и обработки информации в процессе мониторинга качества образования : (На федер. уровне) / А. И. Субетто; Исслед. центр проблем качества подгот. специалистов, Костром. гос. ун-т им. Н. А. Некрасова, Крестьян. гос. ун-т им. Кирилла и Мефодия. — СПб.; М.: Исслед. центр проблем качества подгот. специалистов, 2000. — 49 с. ISBN 5-7563-0141-0
- Субетто А. И. Квалитология образования : (Основания, синтез) / А. И. Субетто; М-во образования Рос. Федерации [и др.]. — М. ; СПб. : Исслед. центр проблем качества подгот. специалистов, 2000. — 219 с. ISBN 5-7563-0144-5
- Субетто А. И. Качество непрерывного образования в Российской Федерации: состояние, тенденции, проблемы, прогнозы : (Опыт мониторинга) / А. И. Субетто; Исслед. центр проблем качества подгот. специалистов [и др.]. — СПб. ; М. : Исслед. центр проблем качества подгот. специалистов, 2000. — 498 с. ISBN 5-7563-0145-3
- Субетто А. И., Лазутова М. Н., Селезнёва Н. А. Сравнительный анализ законов об образовании государств-участников Содружества Независимых Государств и государств Балтии / М. Н. Лазутова, Н. А. Селезнева, А. И. Субетто; М-во Рос. Федерации по делам Содружества Независимых Государств [и др.]. — М. ; СПб. : Исслед. центр проблем качества подгот. специалистов, 2000
- Субетто А. И. Введение в Неклассическое человековедение: I. Бессознательное. Архаика. Вера. II. Очерки Неклассического человековедения (основы и методы). III. Экономика, деньги, человек. IV. Неклассическое человековедение (программа) / Субетто Александр Иванович; Петр. акад. наук и искусств [и др.]. — СПб. ; Кострома, 2000. — 457 с. ISBN 5-7591-0229-X
- Субетто А. И. Капиталократия (Философско-экономические очерки). СПб: ПАНИ, КГУ им. Н. А. Некрасова, 2000. 206 с.
- Субетто А. И. Мифы либерализма и судьба России / А. И. Субетто; Петр. акад. наук и искусств [и др.]. — СПб. ; Кострома : КГУ им. Н. А. Некрасова, 2000. — 142 ISBN 5-7591-0438-1
- Субетто А. И. Очерки теории качества : Авт. ретроспекция / А. И. Субетто; Петр. акад. наук и искусств [и др.]. — СПб. ; Кострома, 2002. — 107 с. ISBN 5-7591-0498-5
- Субетто А. И. Квалиметрия.- СПб. : Астерион, 2002 (НПФ Астерион). — 287 с. ISBN 5-94856-009-0
- Субетто А. И., Булдаков С. К. Философия и методология образования : [Монография] / С. К. Булдаков, А. И. Субетто; Петр. акад. наук и искусств [и др.]. — СПб. : Астерион, 2002. — 407 с. : ил. ISBN 5-94856-008-2
- Субетто А. И., Чекмарев В. В.Битва за высшее образование России: 1992—2003 гг. / А. И. Субетто, В. В. Чекмарев; Петр. акад. наук и искусств [и др.]. — СПб.; Кострома, 2003. — 306 с. ISBN 5-7591-0548-5
- Субетто А. И. Качество жизни. Грани проблемы. СПб. — Кострома: КГУ им. Н. А. Некрасова, 2004, 170 с.
- Субетто А. И. Глобальный империализм и ноосферно-социалистическая альтернатива СПб.: КГУ им. Н. А. Некрасова, «Астерион», 2004. — 99 с.
- Субетто А. И. Социогенетика на базе общественного интеллекта : [монография] / А. И. Субетто; Петров. акад. наук и искусств, Костром. гос. ун-т им. Н. А. Некрасова [и др.]. — 2-е изд. — СПб. : КГУ им. Н. А. Некрасова, 2004 (СПб. : Астерион). — 35 с. ISBN 5-7591-0572-8
- Субетто А. И., Чернова Ю. К., Горшенина М. В. Квалиметрическое обеспечение управленческих процессов / А. И. Субетто, Ю. К. Чернова, М. В. Горшенина. — СПб. : Астерион, 2004. — 276 с. ISBN 5-94856-064-3
- Субетто А. И. Оценочные средства и технологии аттестации качества подготовки специалистов в вузах: методология, методика, практика : монография / А. И. Субетто. — СПб.; М. : Исслед. центр проблем качества подгот. специалистов, 2004. — 67 с. (Научно-методическое обеспечение) (Труды Исследовательского центра/ М-во образования и науки Рос. Федерации, Федер. агентство по образованию, Исслед. центр проблем качества подгот. специалистов Моск. гос. ин-та стали и сплавов (технол. ун-та), Каф. упр. качеством высш. образования) (Квалиметрия в образовании: методология и практика). ISBN 5-7563-0283-2
- Субетто А. И. Оценочные средства и технологии аттестации качества подготовки специалистов в вузах: методология, методика, практика: [монография] / Субетто А. И.; Гос. образоват. учреждение высш. проф. образования «Ленингр. обл. ин-т экономики и финансов». — Гатчина : Изд-во Ленингр. обл. ин-та экономики и финансов, 2006. — 329 с. ISBN 5-94895-030-1
- Субетто А. И. Основы системологии образования : монография : в 2-х частях Ч. 1./ А. И. Субетто. — Изд. 2-е, перераб. и доп. — Москва : Исслед. центр проблем качества подготовки специалистов, 2006. — 249 с. (Труды Исследовательского центра / Федеральное агентство по образованию, Исслед. центр проблем качества подготовки специалистов Московского гос. ин-та стали и сплавов (технологического ун-та)) ISBN 5-7563-0320-0
- Субетто А. И. Основы системологии образования : монография : в 2-х частях Ч. 2. / А. И. Субетто. — Изд. 2-е, перераб. и доп. — Москва : Исслед. центр проблем качества подготовки специалистов, 2006. — 249 с. (Труды Исследовательского центра / Федеральное агентство по образованию, Исслед. центр проблем качества подготовки специалистов Московского гос. ин-та стали и сплавов (технологического ун-та)).ISBN 5-7563-0325-1
- Субетто А. И. Квалиметрия человека и образования : генезис, становление, развитие, проблемы и перспективы / А. И. Субетто. — Москва : Исслед. центр проблем качества подгот. специалистов, 2006. — 96 с.; 21 см. — (Труды Исследовательского центра / Федер. агентство по образованию, Исслед. центр проблем качества подгот. специалистов Моск. гос. ин-та стали и сплавов (технол. ун-т), Каф. упр. качеством высш. образования [и др.]) (Квалиметрия в образовании : методология, методика, практика : 11-й симпоз. (г. Москва, 16-17 марта 2006 г.)) (Национальная система оценки качества образования в России : науч. и метод. обеспечение). ISBN 5-7563-0343-X
- Субетто А. И. Космодром "Плесецк"-памятник военным строителям : посвящ. 50-летию космодрома "Плесецк". — СПб. ; Кострома: Костром. гос. ун-т им. Н. А. Некрасова, Крестьян. гос. ун-т им. Кирилла и Мефодия, Смольный ун-т (Санкт-Петербург), Исслед. центр проблем качества подгот. специалистов, 2007. — 15 с. — ISBN 978-5-7591-0843-6.
- Субетто А. И. Компетентностный подход: онтология, эпистемология, системные ограничения классификация — и его место в системе ноосферного императива в XXI веке : А. И. Субетто ; Исслед. центр проблем качества подготовки специалистов Моск. гос. ин-та стали и сплавов. — М. : Исслед. центр проблем качества подгот. специалистов ; Уфа : Уфимский гос. авиационный технический ун-т, 2007. — 95 с.
- Субетто А. И. Творчество и бессмертие Николая Александровича Морозова: от прошлого — к настоящему — и от него к будущему / А. И. Субетто. — Кострома : Изд-во Костромского гос. ун-та им. Н. А. Некрасова, 2007. — 58 с. (Серия: Истоки Ноосферизма / Смольный ун-т Российской акад. образования [и др.]). ISBN 5-7591-0796-8
- Субетто А. И. В. И. Вернадский: от начала ноосферно-ориентированного синтеза наук — к вернадскианской революции в системе научного мировоззрения в начале XXI века и к становлению ноосферизма / А. И. Субетто. — Кострома : КГУ им. Н. А. Некрасова, 2007. — 105 с. (Серия: «Истоки Ноосферизма» / Смольный ун-т Российской акад. образования [и др.]). ISBN 5-7591-0797-6
- Субетто А. И. Эпоха Великого Эволюционного Перелома : (посвящается 90-летию Великой Октябрьской социалистической революции) / А. И. Субетто ; Костромской гос. ун-т им. Н. А. Некрасова [и др.]. — Кострома : [б. и.], 2007. — 87 с. ISBN 978-5-7591-0846-7
- Субетто А. И. Гений эпохи русского Возрождения : творчество Александра Леонидовича Чижевского в логике ноосферно-ориентированного синтеза наук в XX веке / Александр Иванович Субетто. — Санкт-Петербург ; Кострома : КГУ им. Н. А. Некрасова, 2007. — 101 с. (Истоки Ноосферизма / Смольный ун-т Российской акад. образования [и др.]). ISBN 978-5-7591-0842-9
- Субетто А. И. XXI век: судьба России и человечества. Что несёт им будущее? / А. И. Субетто ; Костромской гос. ун-т им. Н. А. Некрасова [и др.]. — СПб: КГУ им. Н. А. Некрасова, 2007. — 46 с. ISBN 5-7591-0789-5
- Субетто А. И. Универсальные компетенции : проблемы идентификации и квалиметрии (в контексте новой парадигмы универсализма в XXI веке) / А. И. Субетто ; Исслед. центр пробл. качества подгот. специалистов Московского гос. ин-та стали и сплавов (технологического ун-та), Костромской гос. ун-т им. Н. А. Некрасова, Смольный ун-т Российской акад. образования [и др.]. — Санкт-Петербург [и др.] : [б. и.], 2007. — 149 с. ISBN 978-5-7591-0847-4
- Субетто А. И. Николай Яковлевич Данилевский философ истории, предтеча «евразийства» как течения русской философской мысли, цивилизационного подхода к анализу социокультурной динамики и раскрытия логики мировой истории / А. И. Субетто. — Кострома : [б. и.], 2007. — 37 с. (Серия «Истоки Ноосферизма» / Смольный ун-т Российской акад. образования, Костромской гос. ун-т им. Н. А. Некрасова, Крестьянский гос. ун-т им. Кирилла и Мефодия, Исследовательский центр проблем качества подготовки специалистов, Общественная орг. «Российские ученые социалистической ориентации»). ISBN 978-5-7591-0811-5
- Субетто А. И. Критика «экономического разума» : [научная монография] / А. И. Субетто ; Костромской государственный университет им. Н. А. Некрасова [и др.]. — Санкт-Петербург; [Кострома : КГУ им. Н. А. Некрасова], 2008. — 506 с. (Истоки Ноосферизма / Смольный ун-т Российской акад. образования [и др.]). ISBN 978-5-7591-0872-6
- Субетто А. И. Николай Константинович Рерих: система воззрений на творчество и качество / А. И. Субетто. — Санкт-Петербург ; Кострома : [Б. и.], 2008. — 46 с. (Серия: «Истоки Ноосферизма» / Российская акад. образования, Смольный ун-т [и др.]). ISBN 978-5-7591-0891-7
- Субетто А. И. Доктрина духовно-нравственной системы ноосферного человека и ноосферного образования / А. И. Субетто ; Костромской гос. ун-т им. Н. А. Некрасова [и др.]. — Санкт-Петербург ; Кострома : Изд-во Костромского гос. ун-та им. Н. А. Некрасова, 2008. — 97 с. ISBN 978-5-7591-0874-0
- Субетто А. И. России нужна стратегия долгосрочного развития на собственной основе / А. И. Субетто ; Петровская акад. наук и искусств, Акад. Ноосферы им. В. И. Вернадского, Костромской гос. ун-т им. Н. А. Некрасова, Крестьянский гос. ун-т им. Кирилла и Мефодия, Смольный ун-т, Общественная орг. «Российские ученые социалистической ориентации». — СПб. ; Кострома : [б. и.], 2008. — 31 с. ISBN 978-5-7591-0392-7
- Субетто А. И. Свобода / Субетто Александр Иванович ; Костромской гос. ун-т им. Н. А. Некрасова [и др.]. — Санкт-Петербург ; Кострома : КГУ им. Н. А. Некрасова, 2008. ISBN 978-5-7591-0919-8
- Субетто А. И. Интеллектуальная чёрная дыра в образовательной, военной и экономической политике России / А. И. Субетто ; Петровская акад. наук и искусств [и др.]. — Санкт-Петербург : Костромской гос. ун-т им. Н. А. Некрасова, 2008. — 37 с. ISBN 978-5-7591-0963-1
- Субетто А. И. Эпоха Русского Возрождения в персоналиях. Титаны Русского Возрождения / А. И. Субетто. — Санкт-Петербург ; Кострома : Издательство Костромского государственного университета им. Н. А. Некрасова, 2008
- Субетто А. И. Битва за Россию: 1991—2008 гг. СПб. — Кострома: КГУ им. Н. А. Некрасова, 2009. — 420 с.
- Субетто А. И. Капиталократия и глобальный империализм — СПб.: «Астерион», 2009. — 572 с.
- Субетто А. И. Теоретическая экономия в начале XXI века — к новым основаниям синтеза экономической науки в системе Ноосферизма / А. И. Субетто ; Костромской гос. ун-т им. Н. А. Некрасова [и др.]. — Санкт-Петербург ; Кострома : КГУ им. Н. А. Некрасова, 2009. — 97 с. ISBN 978-5-7591-0973-0
- Субетто А. И. Наука и общество в начале XXI века (Ноосферные основания единства) СПб. — Кострома: КГУ им. Н. А. Некрасова, 2009. — 210 с.
- Субетто А. И. Апостол социализма : к 130-летию со дня рождения Иосифа Виссарионовича Сталина : [монография] / А. И. Субетто ; Ноосферная общественная акад. наук, Петровская акад. наук и искусств, Костромской гос. ун-т им. Н. А. Некрасова [и др.]. — Санкт-Петербург; [Кострома] : Изд-во КГУ им. Н. А. Некрасова, 2009. — 71 с. ISBN 978-5-7591-1025-5
- Субетто А. И. Влаиль Петрович Казначеев — титан эпохи русского возрождения, мыслитель космопланетарного, универсального самовыражения / Субетто Александр Иванович ; Костромской гос. ун-т им. Н. А. Некрасова [и др.]. — Санкт-Петербург ; Кострома : [б. и.], 2009. — 23 с. ISBN 978-5-7591-0972-3
- Субетто А. И. Теория фундаментализации образования и универсальные компетенции (ноосферная парадигма универсализма) (СПб.: Астерион, 2010. — 556 с.
- Субетто А. И. Самоутверждение России в XXI веке как лидера в ноосферном прорыве человечества/ А. И. Субетто ; Ноосферная общественная акад. наук [и др.]. — Кострома : КГУ им. Н. А. Некрасова, 2010. — 26 с. ISBN 978-5-7591-1171-9
- Субетто А. И. Ноосферизм как идеология и форма спасения человечества от возможной экологической гибели в XXI веке: (научный доклад на Всемирном Форуме Духовной Культуры, Астана, 18-22 октября 2010 г.) / А. И. Субетто ; Ноосферная общественная акад. наук, Смольный ин-т Российской акад. образования, Крестьянский гос. ун-т им. Кирилла и Мефодия, Гос. полярная акад., Костромской гос. ун-т им. Н. А. Некрасова. — Санкт-Петербург : Изд-во Костромского гос. ун-та им. Н. А. Некрасова, 2010. — 31 с. ISBN 978-5-7591-1146-7
- Субетто А. И. Информация, знания и информационные технологии в образовании: проблема качества как проблема сжатия информации: лекция-доклад / А. И. Субетто. — Москва : Исследовательский центр проблем качества подготовки специалистов, 2010. — 41 с. (Труды Всероссийской научно-практической конференции с международным участием «Информационные технологии в обеспечении нового качества высшего образования», 14-15 апреля 2010 г., Москва, НИТУ «МИСиС». Серия: Лекции-доклады / М-во образования и науки Российской Федерации, Нац. исследовательский технологический ун-т «Московский ин-т стали и сплавов» НИТУ «МИСиС», Гос. науч. учреждение Исследовательский центр проблем качества подгот. специалистов НИТУ «МИСиС»).
- Субетто А. И. Вячеслав Михайлович Клыков. Скульптор, собиратель русского человека и русского народа / А. И. Субетто ; Ноосферная обществ. акад. наук. — Кострома : КГУ им. Н. А. Некрасова, 2010. — 47 с. — (Эпоха Русского Возрождения). 300 экз. ISBN 978-5-7591-1152-8.
- Субетто А. И. Кризис образования и науки в России — главный тормоз в её переходе на стратегию инновационного развития [Текст] / В. Н. Бобков, А. И. Субетто ; Ноосферная общественная акад. наук, Всероссийский центр уровня жизни, Смольный ин-т Российской акад. образования, Гос. полярная акад., Костромской гос. ун-т им. Н. А. Некрасова, Крестьянский гос. ун-т им. Кирилла и Мефодия, Исслед. центр проблем качества подготовки специалистов, Европейская акад. естественных наук, Санкт-Петербургское отд-ние. — Кострома : Изд-во КГУ им. Н. А. Некрасова, 2010. — 38 с. ISBN 978-5-7591-1153-5
- Субетто А. И. Вячеслав Михайлович Клыков. Скульптор, собиратель русского человека и русского народа / А. И. Субетто; под науч. ред. Л. А. Зеленова ; Ноосферная общественная акад. наук [и др.]. — Кострома : КГУ им. Н. А. Некрасова, 2010. — 47 с. (Серия: «Эпоха Русского Возрождения»). ISBN 978-5-7591-1152-8
- Субетто А. И., Горбунов А. А. Ноосферный формат устойчивого инновационного развития России в XXI веке [Текст] / А. И. Субетто, А. А. Горбунов ; Ноосферная общественная акад. наук [и др.]. — Санкт-Петербург : Астерион ; Кострома : Изд-во Костромского гос. ун-та им. Н. А. Некрасова, 2010. — 35 с. ISBN 978-5-7591-1147-4
- Субетто А. И. Владимир Ильич Ленин: гений русского прорыва человечества к социализму СПб.: Астерион, 2010. — 498 с.
- Субетто А. И. Эпоха краха рынка, капитализма и либерализма: ноосферно-социалистический прорыв или экологическая гибель человечества? / Субетто Александр Иванович; Ноосфер. обществ. акад. наук [и др.]. — Санкт-Петербург ; Кострома : Изд-во Костромского государственного университета, 2010. — 43 с. ISBN 978-5-7591-1141-2
- Субетто А. И., Иманов Г. М. «Зеленая книга» Муаммара Аль-Каддафи в смысловом поле ноосферного социализма и межкультурного диалога в мире/ А. И. Субетто, Г. М. Иманов ; Ноосферная общественная акад. наук (НОАН) [и др.]. — Санкт-Петербург : Астерион, 2010. — 35 с. ISBN 978-5-7591-1170-2
- Субетто А. И. Ноосферный прорыв России в будущее в XXI веке : монография / А. И. Субетто; под науч. ред. В. Г. Егоркина ; Российский гуманитарный науч. фонд [и др.]. — Санкт-Петербург : Астерион, 2010. — 543 с. ISBN 978-5-94856-771-6
- Субетто А. И. Манифест ноосферного социализма / А. И. Субетто; под науч. ред. В. Г. Егоркина ; Ноосферная общ. акад. наук [и др.]. — СПб. : Астерион, 2011. — 107 с. ISBN 978-5-75-91-1176-4
- Субетто А. И. Исповедь последнего человека (предупреждение из будущего) / А. И. Субетто ; Ноосферная общественная акад. наук [и др.]. — Санкт-Петербург : Астерион, 2011. — 352 с. ISBN 978-5-7591-1211-2
- Субетто А. И. Слово (словесная вязь коротких мыслей) / А. И. Субетто; под науч. ред. Гречаного В. В. ; Ноосферная общественная акад. наук [и др.]. — Санкт-Петербург : Астерион ; Кострома : КГУ им. Н. А. Некрасова, 2012. — 193 с. ISBN 978-5-7591-1262-4
- Субетто А. И. Ноосферная научная школа в России: итоги и перспективы/ А. И. Субетто; под науч. ред. Зеленова Л. А. ; Ноосферная общественная акад. наук. СПб.: Астерион, 2012. — 75 с. ISBN 978-5-94856-938-3
- Субетто А. И. Начала теории социального менеджмента качества. Ноосферно-социальная парадигма: [научная монография] / А. И. Субетто; под науч. ред. Бобкова В. Н. ; Ноосферная общественная акад. наук [и др.]. — Санкт-Петербург : Астерион, 2012. — 263 с. ISBN 978-5-94856-965-9
- Субетто А. И. Императив ноосферно-социалистического преобразования мира в XXI веке / А. И. Субетто; под науч. ред. Комарова В. Д. ; Ноосферная общественная акад. наук, Российские ученые социалистической ориентации. — Санкт-Петербург : Астерион, 2012. — 34 с. ISBN 978-5-906152-02-2
- Субетто А. И. Ноосферная культура и экономика Севера/ А. И. Субетто; под ред. Фетискина Н. П. ; Ноосферная общественная акад. наук [и др.]. — Санкт-Петербург : Астерион, 2012. — 29 с. ISBN 978-5-906152-28-2
- Субетто А. И. Планетарная кооперация этносов — основа гармоничного развития человечества ив XXI веке / А. И. Субетто ; Ноосферная обществ. акад. наук, Четвёртый всемирный науч. конгр. — Санкт-Петербург : Астерион, 2012. — 12 с. ISBN 978-5-906152-20-6
- Субетто А. И. Интеллектуальный космос А. А. Зиновьева: [научно-философское эссе] / А. И. Субетто; под науч. ред. Л. А. Зеленова ; Ноосферная общественная акад. наук. — Санкт-Петербург : Астерион, 2012. — 35 с. — (Российские ученые социалистической ориентации) (Серия : Титаны Русского Возрождения). ISBN 978-5-906152-17-6
- Субетто А. И. Ленин, Октябрьская революция и ноосферный социализм — символы развития в XXI веке [Текст] / А. И. Субетто; под науч. ред. Зеленова Льва Александровича ; Ноосферная общественная акад. наук, Костромской гос. ун-т им. Н. А. Некрасова. — Кострома : Изд-во Костромского гос. ун-та ; Санкт-Петербург : [б. и.], 2012. — 458 с. ISBN 978-5-7591-1308-9
- Субетто А. И. Ноосферное смысловедение/ А. И. Субетто; под науч. ред. Зеленова Л. А. ; Ноосферная общественная акад. наук [и др.]. — Санкт-Петербург ; Кострома : КГУ им. Н. А. Некрасова, 2012. — 260 с. ISBN 978-5-7591-1306-5
- Субетто А. И. Миссия коммунизма в XXI веке / А. И. Субетто; под науч. ред. Зеленова Л. А. — Санкт-Петербург : Астерион, 2012. — 37 с. — (Российские ученые социалистической ориентации (РУСО) / Ноосферная общественная акад. наук, Европейская акад. естественных наук, Петровская акад. наук и искусств). ISBN 978-5-906152-35-0
- Субетто А. И. Теория социализма XXI века: начала и проблемы становления/ А. И. Субетто; под науч. ред. проф. Л. А. Зеленова ; Ноосферная общественная акад. наук [и др.]. — Санкт-Петербург : Астерион, 2013. — 39 с. ISBN 978-5-906152-71-8
- Субетто А. И. Слово о Вернадском/ А. И. Субетто; под науч. ред. Л. А. Зеленова ; Ноосферная общественная акад. наук [и др.]. — Санкт-Петербург : Астерион, 2013. — 27 с. ISBN 978-5-906152-47-3
- Субетто А. И. Слово о русском народе и русском человеке / А. И. Субетто; под науч. ред. Воронцова Алексея Васильевича ; Всероссийское созидательное движение «Русский лад» [и др.]. — Санкт-Петербург : Астерион, 2013. — 264 с. ISBN 978-5-00-045037-6
- Субетто А. И. Рыночный геноцид России и стратегия выхода из исторического тупика/ [А. И. Субетто]; под науч. ред. Зеленова Л. А. ; Ноосферная общественная акад. наук [и др.]. — Санкт-Петербург : Астерион, 2013. — 127 с. ISBN 978-5-00-045002-4
- Субетто А. И. Человек, наука и экономика в эпоху великого эволюционного перелома: ноосферный императив / А. И. Субетто; под ред. Чекмарева Василия Владимировича ; Междунар. ун-т фундаментального обучения (МУФО),…Междунар. парламент безопасности и мира (Палермо, Италия) [и др.]. — Санкт-Петербург : Астерион, 2013. — 146 с. ISBN 978-5-00-045063-5
- Субетто А. И. Зов будущего: мир, человечество и Россия на пути к ноосферной гармонии/ А. И. Субетто; под науч. ред. Пуляева Вячеслава Тихоновича ; Российская акад. естественных наук [и др.]. — Санкт-Петербург : Астерион, 2014. — 633 с.
- Субетто А. И. Юрий Алексеевич Гагарин символ ноосферно-космического прорыва в будущее России и человечества / А. И. Субетто; под науч. ред. Вячеслава Тихоновича Пуляева ; Ноосферная общественная акад. наук, Ассоц. ноосферного обществознания и образования [и др.]. — Санкт-Петербург : Астерион, 2014. — 230 с. ISBN 978-5-00-045146-5
- Субетто А. И. Меморандум стратегии развития России в XXI веке / А. И. Субетто ; Ноосферная общественная акад. наук, Европейская акад. естественных наук, Международ. акад. гармоничного развития человека (ЮНЕСКО) [и др.]. — Санкт-Петербург : Астерион, 2014. — 38 с. ISBN 978-5-00-045106-9
- Субетто А. И. Ноосферно-космическая гармония / А. И. Субетто ; Межправительственный Высш. ученый Совет [и др.]. — Санкт-Петербург : Астерион, 2014. — 19 с.
- Субетто А. И. Глобальная патология и глобальное здоровье в контексте императива ноосферной гармонии : [монография] / А. И. Субетто; под науч. ред. Николая Петровича Фетискина ; Российская акад. естественных наук [и др.]. — Санкт-Петербург : Астерион, 2014. — 113 с. ISBN 978-5-00-045122-9
- Субетто А. И. Глобальная патология и глобальное здоровье в контексте императива ноосферной гармонии : [монография] / А. И. Субетто; под науч. ред. Николая Петровича Фетискина ; Российская акад. естественных наук [и др.]. — Санкт-Петербург : Астерион, 2014. — 113 с. ISBN 978-5-00-045122-9
- Субетто А. И., Майборода Л. А. Общая концепция и структура опережающего стандарта качества высшего образования и её приложения применительно к крестьянскому высшему образованию / Л. А. Майборода, А. И. Субетто; Исслед. центр пробл. качества подгот. специалистов и др. — СПб. ; М. : Исслед. центр пробл. качества подгот. специалистов. — 204 с. ISBN 978-5-00-045085-7

### Статьи и доклады
- Субетто А. И. Императив выживаемости, тотальная неклассичность будущего бытия человечества и новый гуманизм // Проблемы ноосферы и экобудущего. Вып.1. М., 1996;
- Субетто А. И. Русский космизм и сферное учение // Стратегии выживания. Космизм и экология. М., 1997
- Субетто А. И. Регионализация культуры и образования в России через призму её национально-этнического и геополитического единства как уникальной евразийской цивилизации // Общее и особенное в региональной культуре Нижегородского края: Материалы междунар. науч. конф. (16 — 17 июня, 1997 г.). — Н. Новгород: Нижегород. гос. лингв. ун-т им. Н. А. Добролюбова, 1997. — С. 10-13. ISBN 5-85839-040-4.
- Субетто А. И. Цивилизационная парадигма России: взгляд в будущее в контексте философии истории // Модернизация России на рубеже веков : Материалы Межвуз. науч.-теорет. конф. (18 окт. 2000; Санкт-Петербург). — СПб.: С.-Петерб. гос. горн. ин-т им. Г. В. Плеханова, 2001. — С. 65-67.
- Субетто А. И. Ноосферная глобализация как альтернатива капиталистической глобализации: научный доклад на Международном симпозиуме «Глобалистика: состояние и перспектива развития» на базе Смольного института Российской академии образования в Санкт-Петербурге, 16 мая 2012 года / Субетто Александр Иванович ; Ноосфер. общественная акад. наук [и др.]. — Санкт-Петербург : Астерион, 2012. — 21 с. ISBN 978-5-94856-963-5
- Субетто А. И. Вернадскианская революция как научно-методологическая основа формирования ноосферного общества [Текст] : (научный доклад) / Александр Иванович Субетто; под науч. ред. Бобкова Вячеслава Николаевича ; Московский экономический форум [и др.]. — Санкт-Петербург : Астерион, 2013. — 55 с. ISBN 978-5-906152-78-7
- Субетто А. И. Методологические основания ноосферно-ориентированного синтеза наук в XXI веке [Текст] : (научный доклад) / А. И. Субетто; под науч. ред. Бобкова В. Н. ; Северо-Восточный федеральный ун-т им. М. К. Амосова [и др.]. — Санкт-Петербург : Астерион, 2013. — 45 с.
- Субетто А. И. Ноосферно-научные и духовно-нравственные основания выживания человечества в XXI веке [Текст] : научный доклад на V Всемирном научном конгрессе / А. И. Субетто; под науч. ред. Л. А. Зеленова ; Междунар. Парламент безопасности и мира [и др.]. — Санкт-Петербург : Астерион, 2013. — 19 с. ISBN 978-5-00045-027-7
- Субетто А. И. Законы социально-экономического развития России как самостоятельной цивилизации (в контексте закона гетерогенности мировой экономики): научный доклад / А. И. Субетто ; Ноосферная общественная акад. наук [и др.]. — Санкт-Петербург : [б. и.] ; Кострома : КГУ им. Н. А. Некрасова, 2014. — 111 с. ISBN 978-5-7591-1427-7
- Субетто А. И. Дилемма хаоса и порядка: на пути к ноосферной управляемой экономике // Философия хозяйства. 2017. № 2. С. 252—258.
- Субетто А. И. Системогенетическая теория времени и пространства. Часть II // Общество. Среда. Развитие. 2017. № 1 (42). С. 14-24.
- Субетто А. И. Системогенетическая теория времени и пространства. Часть III // Общество. Среда. Развитие. 2017. № 2 (43). С. 13-21.
- Субетто А. И. Тезисы по некоторым вопросам повестки дня «русского съезда». Санкт-Петербург, 1 июня 2017 г. // Общество. Среда. Развитие. 2017. № 2 (43). С. 145—148.
- Субетто А. И. Научно-образовательное общество — стратегия развития науки, образования и культуры в России XXI века и основа перехода к управляемому ноосферному развитию // Теоретическая экономика. 2017. № 1 (37). С. 18-32.
- Субетто А. И. Великий эволюционный перелом — переход человечеством в эпоху ноосферной истории (недоступная ссылка) // Теоретическая экономика (ВАК). 2017. № 2 (38). С. 14-21.
- Субетто А. И. Сто лет спустя после Великого Октября: экологический финал империализма США и ноосферно-социалистическая революция как императив выживаемости человечества // Теоретическая экономика. 2017. № 3 (39). С. 28-40